# French Frigate Shoals
French Frigate Shoals (en hawaià Kānemilohaʻi) són les restes d'un atol mig submergit a les illes de Sotavent de Hawaii, al mig de l'arxipèlag de Hawaii, a 160 km al nord-oest de l'illa Necker.

## Geografia
L'atol té forma de mitja lluna de 29 km de llarg. Consisteix en uns esculls rocosos i 12 illots de sorra a la llacuna oberta. Destaquen Tern Island, Disappearing Island, East Island, Gin Island, Little Gin Island. Al mig hi ha un niell de lava de 36 m d'altitud, La Perouse Pinnacle, l'única resta de l'origen volcànic. La superfície total de les terres emergides és de 0,25 km², en canvi l'àrea dels esculls coral·lins ocupa 938 km².
L'atol té una gran varietat d'ocells i una població important de foques i tortugues. Als esculls hi ha una gran diversitat de peixos i algues. El 2018 l'huracà Walaka hi va impactar vehementment i destruir l'hàbitat per les foques monjo de Hawaii i les tortugues marines verdes, totes dues en perill d’extinció.

## Història
L'explorador francès Jean-François de La Pérouse, va ser el primer visitant europeu que hi va arribar el 6 de novembre del 1786. French Frigate Shoals, literalment ‘bancs de sorra de la Fragata Francesa’ va estar a punt d'encallar les dues fragates de la seva expedició, Broussole i Astrolabe, i va anomenar l'atol com Basse des Frégates Françaises, però amb el temps han anat alternant el singular i el plural.
El 1859 els Estats Units en van prendre possessió davant de la possibilitat de l'explotació del guano, però a French Frigate Shoals va resultar impracticable.
A la Segona Guerra Mundial els nord-americans hi van allargar artificialment Tern Island per construir-hi una pista d'aterratge de 1.000 m. Es feia servir com a pista d'aterratge d'emergència pels vols entre Hawaii i l'atol Midway.